# Eriogonum wetherillii
Eriogonum wetherillii är en slideväxtart som beskrevs av Alice Eastwood. Eriogonum wetherillii ingår i släktet Eriogonum och familjen slideväxter. Inga underarter finns listade i Catalogue of Life.